# Michael Hardt (Heimatforscher)
Michael Hardt (häufiger als Michel Hardt aufgeführt, * 23. Juli 1878 in Leuchtenberg; † 26. Oktober  1962 in Altenstadt an der Waldnaab) war ein oberpfälzischer Chronist und Heimatforscher und Ehrenbürger der Gemeinde Altenstadt an der Waldnaab.

## Leben und Wirken
Michael wuchs im Haus seiner Eltern in Leuchtenberg auf, verließ es dann als junger Mann, um sich in Amberg in der königlichen bayerischen Gewehrfabrik zum Schlosser ausbilden zu lassen. Dort stieg er bis zum Werkmeister auf und lernte dort seine spätere Frau, die Fabrikantentochter Maria Wiesent, kennen. Schon früh, im März 1907, erwarb er in Leuchtenberg das Haus Nr. 4, verkaufte es aber bereits am 5. April 1909 an seinem jüngeren, frisch vermählten Bruder Josef. Als 1912 sein Vater, Mathias Hardt starb, zahlte er seine Geschwister Johann Hardt (Malermeister, Kirchenmaler und Restaurateur) und Josef Hardt (Schlosser und Kaufmann) aus und übernahm das elterliche Haus Leuchtenberg Nr. 5. Er selbst zog jedoch erst 1924 mit seiner Frau und seinen drei Töchtern nach Leuchtenberg. Er arbeitete zunächst als Schlosser, bevor er 1925 eine Konzession zum Betrieb des „Gasthofes zur Burg“ im besagten Haus Nr. 5 erwarb (heute „Zum Burgkrug“). In der Zeit begründete er auch mit anderen die Zweigstelle des Oberpfälzer Waldvereins in Leuchtenberg und bietet in seiner Funktion als Burgwart Führungen durch die Ruine Leuchtenberg an. Er war auch politisch aktiv als Kreisrat (- 1927), als Gemeinderat (1928–1933) und später als Bürgermeister von Leuchtenberg (1941–1945). Am 24. Januar 1941 verkaufte er die Gaststätte und verließ schließlich nach Kriegsende mit seiner Frau Leuchtenberg, um zu ihrer Tochter nach Altenstadt a. d. Waldnaab zu ziehen.
Er befasste sich mit der Geschichte des Nordgaus und historischer Altstraßen, wie zum Beispiel der Goldenen Straße oder der Magdeburger Straße in der Region. Seine Haupttätigkeit sah Michael Hardt darin, Grundrisse von Oberpfälzer Burgen, Burgställen und Bodendenkmälern anzufertigen. Besonderer Bedeutung kommt seiner Arbeit über die Erforschung der Flurdenkmäler im Landkreis Neustadt an der Waldnaab zu, die vier Jahre dauerte und 1950 beim Nürnberger Verein Deutsche Steinkreuzforschung vorgestellt wurde. Hardt hatte für seine Arbeit etwa 700 km² mit 60 Gemeinden erfasst, im Altlandkreis Neustadt berichtete Hardt von 152 Flurdenkmälern (Totenbretter, Martersäulen und Steinkreuze), von denen viele schon heute spurlos verschwunden sind.
An seinem 75. Geburtstag wurde Michael Hardt zum Dank für seine jahrzehntelange Heimatforschung die Ehrenbürgerwürde verliehen. Als Dank verfasste er für Altenstadt eine erste Chronik, die noch heute die Basis für historische Untersuchungen darstellt. Von Michael Hardts sonstigen Werken, Mappen, Schriften und Aufsätze, ist nur wenig erhalten geblieben.
Michael Hardts Grab in Altenstadt ist bis heute erhalten, dort ist auch eine Straße nach dem Ehrenbürger benannt.

## Werke
- Michael Hardt: Geschichte von Altenstadt/Waldnaab zu seinem 1000 jährigen Bestehen, Festschrift zur Jubelfeier vom 30. Juni bis 2. Juli 1956, erschienen in Weiden bei Spintler Druck, im Jahre 1956.
- Michael Hardt: Die Flurdenkmäler des Landkreises Neustadt a.W. und des Stadtkreises Weiden, in Das Steinkreuz, Jahrgang 12, 1956, Heft 1/2, S. 12
- Michel Hardt: Die Goldene Straße, in Oberpfälzer Heimat 1, 1956, S. 42–46
- Michel Hardt: Magdeburger Straße und Bernsteinstraße, in Oberpfälzer Heimat 2, 1957, S. 83–92
- Michel Hardt: Alte Heerstraße und Letzauer Hochstraße, in Oberpfälzer Heimat 3, 1958, S. 109–117
- Michel Hardt: Die Altstraße Auerbach-Eslarn, in Oberpfälzer Heimat 4, 1959, S. 103–110
- Michel Hardt: Die Altstraße Forchheim – Böhmen, in Oberpfälzer Heimat 7, 1962, S. 106